# Frédérique Berrod
 (avril 2025).
Motif : en l'état HC WP:NSU. on ne source pas une universitaire par ses propres publications.
- Archive Wikiwix
- Bing
- Cairn
- DuckDuckGo
- E. Universalis
- Gallica
- Google
- G. Books
- G. News
- G. Scholar
- Persée
- Qwant
- (zh) Baidu
- (ru) Yandex
- (wd) trouver des œuvres sur Wikidata

| 1. | Préciser le motif de la pose du bandeau. | Précisez le motif de la pose du bandeau en utilisant la syntaxe suivante : {{admissibilité à vérifier\|date=juin 2025\|motif=remplacez ce texte par le motif}}                         |
| 2. | Informer les utilisateurs concernés.     | Pensez à avertir le créateur de l'article, par exemple, en insérant le code ci-dessous sur sa page de discussion : {{subst:avertissement admissibilité à vérifier\|Frédérique Berrod}} |

Frédérique Berrod, née le 29 mars 1969, est une professeure de droit de l'Union européenne. Elle est présidente de l'Université de Strasbourg depuis le 18 mars 2025.

## Formation et parcours professionnel
Frédérique Berrod soutient en 2003 une thèse sur la systématique des voies de recours contentieuses en droit communautaire, sous la direction du professeur Robert Kovar.
De 2002 à 2006, elle est maîtresse de conférences à la faculté des sciences économiques, sociales et juridiques de l’Université de Haute-Alsace. Puis, de 2006 à 2008, elle est maître de conférences à l’Institut des hautes études européennes à Strasbourg.
En septembre 2008, elle devient professeure à Science Po Strasbourg, spécialiste du droit de l'Union européenne.
Elle est reconnue pour ses recherches en droit européen, notamment dans des revues comme la Revue Trimestrielle de Droit européen et Revue Europe du Jurisclasseur. Elle est professeure invitée au Collège d'Europe de Bruges,.
De 2021 à 2024, elle occupe la chaire Jean Monnet sur les « Narratifs européens de la frontière », soutenue par la Commission européenne. Ce programme interdisciplinaire est conçu en partenariat avec la professeure Birte Wassenberg, professeure d'histoire contemporaine à l'Université de Strasbourg et explore les dynamiques des frontières en Europe, mêlant droit et histoire. À partir de 2021, elle est vice-présidente aux finances sous la présidence de Michel Deneken.

### Présidence de l'Université de Strasbourg
Lors de la campagne électorale pour la présidence de l'Université de Strasbourg, elle lance en fin d'année 2024 la liste Inspire.
Le 18 mars 2025, elle est élue présidente de l'Université de Strasbourg, succédant ainsi à Michel Deneken. Elle est élue à 19 voix contre 14 voix pour Mathieu Schneider. À ses côtés est élue une équipe paritaire composée de 7 vice-présidentes et 8 vice-présidents.

## Vulgarisation scientifique
Cette section ne s'appuie pas, ou pas assez, sur des sources secondaires ou tertiaires indépendantes du sujet. Le texte peut contenir des analyses inexactes ou inédites de sources primaires.
Pour l'améliorer, ajoutez-en, ou placez des modèles {{Source secondaire souhaitée}} ou {{Source secondaire nécessaire}} sur les passages mal sourcés. (mai 2025)

## Distinctions
- Chevalière de l'ordre national du Mérite (2025)[11].